# Coaliția Națională pentru România
Coaliția Națională pentru România (abreviat CNR) este o fostă alianță politică din România, ce include Partidul Social Democrat (PSD), Partidul Național Liberal (PNL), Uniunea Democrată Maghiară din România (UDMR) și grupul parlamentar al Minorităților Naționale (totalitatea partidelor reprezentante ale comunităților etnice din România, altele decât cea română și cea maghiară). Ca urmare a rotației guvernului și reîmpărțirii ministerelor în 2023, Uniunea Democrată Maghiară din România (UDMR/RMDSZ) a refuzat parcursul guvernamental ulterior și a fost forțată să nu mai facă parte din următorul guvern și actuala coaliție bipartită. La data de 7 octombrie 2024, președintele Partidului Național Liberal (PNL), Nicolae Ciucă, a declarat că partidul pe care îl conduce oprește coaliția cu Partidul Social Democrat (PSD), dar rămâne în guvern. Ulterior alegerilor parlamentare din 1 decembrie 2024, coaliția s-a reîntregit, iar UDMR s-a întors în ecuația guvernamentală, formând vechea formulă din noiembrie 2021, în care coaliția de guvernare era compusă din PSD, PNL, UDMR și minoritățile naționale. În 2025 a fost redenumită în Alianța Electorală România Înainte.

## Istorie
După criza politică din toamna lui 2021, PNL, PSD și UDMR/RMDSZ au ajuns la un acord de a conduce țara împreună.  Astfel, s-a convenit ca primul-ministru și alte câteva ministere importante să fie schimbate la fiecare 1 an și jumătate. Premierul care urma să fie numit a fost liberalul Nicolae Ciucă. Guvernul său a fost investit pe 25 noiembrie.
Pe 23 noiembrie 2021, Marcel Ciolacu (PSD) a fost ales președinte al Camerei Deputaților. De asemenea în aceeași zi, Anca Dragu (USR) a fost demisă de la șefia Senatului, locul său fiind luat de către fostul premier Florin Cîțu (PNL).
Coaliția, până la depunerea jurământului în cabinetul lui Ciucă, a fost inițial denumită Coaliția pentru Reziliență, Dezvoltare și Prosperitate, CRDP). 
Pe 12 iunie 2023, Nicolae Ciucă și-a depus mandatul de prim-ministru. Pe 15 iunie 2023, Marcel Ciolacu a fost învestit de către parlament în funcția de prim-ministru.

## Critici
În timp ce foștii rivali PSD și PNL susțin că au făcut alianța în interesul poporului, au existat critici  la adresa ambelor partide pentru că au promis că nu vor forma o alianță între ele. Președintele Klaus Iohannis, despre care se zvonește că ar fi arhitectul coaliției, a fost aspru criticat, pentru că între 2018–2020 a criticat în repetate rânduri PSD-ul, apoi a readus PSD-ul la guvernare. La un moment dat, președintele PNL Florin Cîțu a susținut că „foștii parteneri de coaliție ai noștri USR au dat mâna cu PSD, și nu au vrut să ne mai dea mâna cu PNL”.
Criticii au numit-o și a doua monstruasă coaliție, sau USL 2.0, și de asemenea ca fiind o coaliție cleptocrată, autoritară, iliberală și coruptă.

## Partide membre
| Partid | Partid                                              | Lider | Poziție                    | Ideologie                                                                           | Camera Deputaților | Senat    |
| ------ | --------------------------------------------------- | --- | -------------------------- | ----------------------------------------------------------------------------------- | ------------------ | -------- |
|        | Partidul Social Democrat (PSD)                      | Președintele partidului: Marcel Ciolacu (prim-ministru) Reprezentant în Guvern: Marian Neacșu (viceprim-ministru)                                                        | Centru-stânga              | Social democrație, Conservatorism social                                            | 86 / 330           | 36 / 136 |
|        | Partidul Național Liberal (PNL)                     | Președintele partidului: Cătălin Predoiu (interimar, viceprim-ministru și ministru al afacerilor interne) Reprezentant în Guvern: Sebastian Burduja (ministrul energiei) | Centru-dreapta             | Liberalism conservator, Pro-europenism                                              | 49 / 330           | 22 / 136 |
|        | Uniunea Democrată Maghiară din România (UDMR/RMDSZ) | Președintele partidului: Hunor Kelemen Reprezentant în guvern: Tanczos Barna (viceprim-ministru și ministru al finanțelor                                                | Centru spre centru-dreapta | Regionalism, Drepturile minorității maghiare, Transilvanism, Conservatorism liberal | 22 / 330           | 10 / 136 |

## Legi controversate

### Legea 357/2022
În contextul creșterilor accelerate ale prețurilor energiei electrice, Parlamentul României a aprobat și modificat OUG 119/2022. Astfel, s-au introdus niște plafoane pentru diferențierea tarifelor suportate de clienții finali, cu scopul de a scădea prețurile plătite de aceștia. 
Articolul 9 (10) a stârnit multe controverse deoarece specifica faptul că un client poate beneficia de tarif plafonat doar pentru un loc de consum, cel de domiciliu sau de reședință. Astfel, s-a creat obligativitatea ca fiecare client care are mai multe locuri de consum să dea o declarație pe propria răspundere la compania care îi furnizează energie electrică pentru specificarea locului de consum la care dorește tariful plafonat.
Legea a fost adoptată la 13 decembrie, urmând să intre în vigoare după doar 18 zile, de la 1 ianuarie 2023, ceea ce a făcut multă lume să se îngrijoreze și chiar să înceapă să facă drumuri la furnizorii de energie pentru clarificări, creându-se chiar și cozi.

### Legile siguranței naționale
Legile siguranței naționale sunt un pachet de 10 legi (încă în dezbatere) care privesc sporirea atribuțiilor structurilor de forță din România (servicii secrete, armată etc). Site-ul G4Media a publicat pachetul celor 10 legi ale siguranței naționale într-un articol de pe site după cum urmează:
- Proiect de lege privind activitatea de informații și contrainformații;
- Proiect de lege CSAT;
- Proiect de lege organizare MAI;
- Proiect de lege SIE;
- Proiect de lege SPP;
- Proiect de lege SRI;
- Proiect de lege STS;
- Proiect legea apărării naționale;
- Proiect de lege pentru Sistemul Integral al Situațiilor de Criză;
- Proiect pentru legea securității și apărării cibernetice.

Pachetul de legi a iscat o controversă deoarece în cazul serviciilor secrete, legea sporește extrem de mult atribuțiile acestora și nu se supun vreunui control parlamentar sau instituțional, lucru ce le-ar face periculos de puternice în opinia unor analiști.
În urma publicării pe surse a pachetelor legilor siguranței naționale, președintele de atunci al României, Klaus Iohannis, a ieșit într-o conferință de presă la Palatul Cotroceni pentru a lămuri opinia publică cu privire la aceste legi:
„Interesul pentru a avea legi solide, moderne ale securității naționale a apărut de ani de zile și eu am solicitat din primul mandat ca o echipă de specialiști să lucreze pe ele pentru că unele sunt anacronice. Legea SIE nu e compatibilă nici măcar cu Constituția. Nu putem să funcționăm în secolul XXI cu legi ale securității naționale făcute în '91-'92. S-a început pe niște drafturi elaborate de specialiști în domeniu, așa mi s-a adus mie la cunoștință. Ele nici măcar nu au intrat în circuit legislativ. Când vor ajunge la mine, mă voi exprima. Vor ajunge de două ori la mine – în CSAT și la promulgare...De mine nu o să treacă nicio lege care conține prevederi după care nu vrem să funcționăm”—Klaus Iohannis
În final, drafturile legilor siguranței naționale au fost amânate și nu au fost adoptate.

## Rezultate electorale

### Alegeri pentru Parlamentul European
| An   | Voturi    | Procente | Mandate | Poziție |
| ---- | --------- | -------- | ------- | ------- |
| 2024 | 4.304.937 | 48,55%   | 19 / 33 | 1       |

### Alegeri locale
La alegerile locale din 2024, PSD și PNL au participat în mare parte separat la alegeri. Cu toate acestea, au fost locuri unde cele două partide au convenit să candideze împreună, inclusiv în ceea ce privește consiliul județean Timiș și Ilfov.
| An   | Președinții Consiliului Județean (PCJ) | Președinții Consiliului Județean (PCJ) | Președinții Consiliului Județean (PCJ) | Consilieri Județeni (CJ) | Consilieri Județeni (CJ) | Consilieri Județeni (CJ) | Primari | Primari  | Primari    | Consilieri Locali (CL) | Consilieri Locali (CL) | Consilieri Locali (CL) | Poziție |
| An   | Voturi                                 | Procente                               | Mandate                                | Voturi                   | Procente                 | Mandate                  | Voturi  | Procente | Mandate    | Voturi                 | Procente               | Mandate                | Poziție |
| ---- | -------------------------------------- | -------------------------------------- | -------------------------------------- | ------------------------ | ------------------------ | ------------------------ | ------- | -------- | ---------- | ---------------------- | ---------------------- | ---------------------- | ------- |
| 2024 | 258.490                                | 3,25%                                  | 2 / 41                                 | 258.741                  | 3,28%                    | 42 / 1.340               | 149.750 | 3,65%    | 24 / 3.176 | 429.728                | 4,94%                  | 308 / 39.900           | 6       |

### Alegeri prezidențiale
Cele trei partide constituente ale coaliției au căzut la un acord prin care să participe cu un candidat comun la alegerile prezidențiale din mai 2025, în acest scop înregistrând la Biroul Electoral Central (BEC), pe data de 22 februarie 2025, Alianța Electorală România Înainte.